# 2015年摩納哥大獎賽
2015年摩納哥大獎賽（英語：2015 Monaco Grand Prix），官方名稱為2015年一級方程式賽車摩納哥大獎賽（法語：Formula 1 Grand Prix de Monaco 2015），是2015年5月24日舉辦於摩納哥的一場一級方程式賽車賽事。比賽在摩納哥賽道進行，總計78圈。這是2015年世界一級方程式錦標賽的第6場分站賽事。同時也是第73屆，以及併入世界錦標賽後的第62屆摩納哥大獎賽。
梅賽德斯車手路易斯·漢米爾頓帶著領先隊友尼可·羅斯堡20分的積分差距來到這場比賽，緊追在後的是落後31分的法拉利車手賽巴斯蒂安·維泰爾。而梅賽德斯車隊在車隊積分榜上則以70分的積分差距領先法拉利車隊。最終，尼可·羅斯堡贏得他在摩納哥的連續第三座分站冠軍，同時也是他本季的第一座及生涯的第十座。賽巴斯蒂安·維泰爾取得亞軍，而桿位起跑的路易斯·漢米爾頓則獲得季軍。
重回合夥關係的麥拉倫-本田車隊在本田回歸這項運動後，首度獲得積分。

## 賽事簡報

### 背景
在比賽週末之前，世界冠軍路易斯·漢米爾頓成為了媒體關注的對象，梅賽德斯宣布他們已經與他延長三年的合約期，漢米爾頓將留在隊上一直到2018年賽季結束。

#### 賽道變更
位在賽道海灣段的塔巴奇（Tabac）彎經過了修改，意味著現在車手必須稍微提早進彎，賽道相較於往年也縮短了3公尺。帕斯托·馬爾多納多與馬克斯·齊爾頓曾在2013年於此彎處引發一次中斷比賽的事故，因而促成此次所做出的變更。這導致了這條賽道被官方認定是一個新的佈局。
另外，在游泳池彎右側的路肩高度被下修，以讓經過此彎角的車手能得到更佳的視野。而大部分的路面也在比賽舉辦前重新鋪設。

#### 輪胎
如同先前三個賽季般，輪胎供應商倍耐力在這場比賽提供車隊黃色軟胎作為首選胎，以及紅色超軟胎作為備選胎。這也將是本賽季首次於比賽週末使用超軟胎。

#### 維修道
正如澳洲與新加坡，由於賽道狹窄的特性，比賽期間的維修道速限將下修至60每小時（37英里每小時），而非標準的80每小時（50英里每小時）。

#### 賽程
如往常一樣，摩納哥比賽週末的賽程表與賽曆上其他的比賽會有所不同。為了能夠出席贊助商的會議和其他社交活動，兩場自由練習賽被安排在週四而非週五。

### 自由練習賽
經過週三晚上的一場大雷雨後，首兩階段的自由練習賽在週四上午展開，每位車手皆使用中性胎出場。賽道很快便乾了，場上車輛也紛紛換上光頭胎。尼可·羅斯堡在塔巴奇（Tabac）彎削到他的前鼻翼，儘管這對他的車輛來說並不是相當大的損傷，但他還是很早地就回到了維修區。兩位梅賽德斯車手在練習賽大部份期間，互相爭奪著圈速表的頂端名次，直到後期才讓羅斯堡下滑至第9名，落後其隊友路易斯·漢米爾頓超過1秒。新秀馬克斯·維斯塔潘以令全場驚訝的第2名完賽，僅落後漢米爾頓約0.2秒。作為引擎供應商的雷諾，經過了本賽季開局令人失望的成績後，雷諾動力車隊紅牛與紅牛二隊在第一階段練習賽有著出色的表現，四位車手皆在前7名內完賽。然而，威廉斯因為他們的車輛較適合高速賽道，因此在此階段的表現不慎理想，兩位車手分別取得第10與第17名。
週四下午的第二階段練習賽的出場圈數相較第一階段來得少。羅伯托·梅里在練習賽開場10分鐘後，於隧道出口撞車引發紅旗。在練習賽中斷期間，天空開始下雨，使得大部分的車手在練習賽重新展開後仍舊留在車庫中。直到第二階段結束前10分鐘，車手們再度重回賽場，但是在賽道潮濕的狀態下，他們僅能以較低的車速來做時間。最終，路易斯·漢米爾頓成為此階段的最快車手，領先位在第2名的隊友0.7秒。紅牛二隊的小卡洛斯·塞恩斯和馬克斯·維斯塔潘分別以第6與第7名完賽，證明了他們有著不錯的速度，而麥拉倫則藉由第8名完賽的費爾南多·阿隆索，證實了關於他們有機會爭取積分的預測。
週六上午的第三階段練習賽因為奇米·雷克南在聖德沃特（Sainte Devote）撞毀了他的法拉利，使得比賽被中斷。他的隊友賽巴斯蒂安·維泰爾就比較幸運了，他在圈速表上位居首位，領先了羅斯堡和抱怨車輛出現問題的漢米爾頓，其中這個問題可能是因為輪胎超壓而引起的。紅牛與紅牛二隊兩支雷諾動力車隊，藉由所有四輛車都挺進前10名，顯示出他們擁有強勁的車速。

### 排位賽
排位賽共包含三個部分，前兩階段分別各淘汰五名車手。第一階段排位賽期間，維爾特利·鮑達斯於最後一圈未能及時衝過終點線，使他排在第17位。兩輛馬諾瑪魯西亞再度排上最後一排，他們在2015年賽季開賽至今，參賽的每一場皆取得如此的成績。剩餘被淘汰的車手還有費利佩·納斯爾和马库斯·埃里克松兩位薩伯車手，分別位在鮑達斯前後。
雖然麥拉倫的兩輛車再度順利挺進第二階段，但費爾南多·阿隆索在第二階段卻停在了1號彎並提早收場。他的隊友簡森·巴頓相較來說比較成功，不過他的第二圈受到尼可·羅斯堡於聖德沃特衝出賽道的影響，使他無法晉級第三階段。威廉斯的第二位車手費利佩·馬薩僅拿下令人失望的第14位，而尼克·胡肯伯格和羅曼·格羅斯讓也止步於第二階段。
由前十位車手競逐的第三階段排位賽在零星降雨中展開，意味著所有車手很快地便上場做圈時。塞吉歐·培瑞茲於2015年首度進入第三階段，僅用超軟胎做出一圈時間並排在第7位。路易斯·漢米爾頓藉著他的第一圈很早就奪下領先地位，而他的隊友尼可·羅斯堡在第二圈時於1號彎發生失誤，錯失了與他爭奪桿位的機會。兩輛紅牛拆散了兩輛法拉利，又添另一次令人失望的排位賽表現的奇米·雷克南拿下第6位。這是漢米爾頓首度於摩納哥奪下桿位，他稱這是座「令人難以置信地特別」的桿位。

## 賽事結果

### 排位賽成績
| 名次               | 車號 | 車手              | 車隊              | 第一階段 | 第二階段 | 第三階段 | 發車位 |
| ------------------ | ---- | ----------------- | ----------------- | -------- | -------- | -------- | ------ |
| 1                  | 44   | 路易斯·漢米爾頓   | 梅賽德斯          | 1:16.588 | 1:15.864 | 1:15.098 | 1      |
| 2                  | 6    | 尼可·羅斯堡       | 梅賽德斯          | 1:16.528 | 1:15.471 | 1:15.440 | 2      |
| 3                  | 5    | 賽巴斯蒂安·維泰爾 | 法拉利            | 1:17.502 | 1:16.181 | 1:15.849 | 3      |
| 4                  | 3    | 丹尼爾·里卡多     | 紅牛-雷諾         | 1:17.254 | 1:16.706 | 1:16.041 | 4      |
| 5                  | 26   | 丹尼爾·科維亞特   | 紅牛-雷諾         | 1:16.845 | 1:16.453 | 1:16.182 | 5      |
| 6                  | 7    | 奇米·雷克南       | 法拉利            | 1:17.660 | 1:16.440 | 1:16.427 | 6      |
| 7                  | 11   | 塞吉歐·培瑞茲     | 印度威力-梅賽德斯 | 1:17.376 | 1:16.999 | 1:16:808 | 7      |
| 8                  | 55   | 小卡洛斯·塞恩斯   | 紅牛二隊-雷諾     | 1:17.246 | 1:16.762 | 1:16.931 | PL2    |
| 9                  | 13   | 帕斯托·馬爾多納多 | 蓮花-梅賽德斯     | 1:17.630 | 1:16.775 | 1:16:946 | 8      |
| 10                 | 33   | 馬克斯·維斯塔潘   | 紅牛二隊-雷諾     | 1:16.750 | 1:16.546 | 1:16.957 | 9      |
| 11                 | 8    | 羅曼·格羅斯讓     | 蓮花-梅賽德斯     | 1:17.767 | 1:17.007 |          | 151    |
| 12                 | 22   | 簡森·巴頓         | 麥拉倫-本田       | 1:17.492 | 1:17.093 |          | 10     |
| 13                 | 27   | 尼克·胡肯伯格     | 印度威力-梅賽德斯 | 1:17.552 | 1:17.193 |          | 11     |
| 14                 | 19   | 費利佩·馬薩       | 威廉斯-梅賽德斯   | 1:17.679 | 1:17:278 |          | 12     |
| 15                 | 14   | 費爾南多·阿隆索   | 麥拉倫-本田       | 1:17.778 | 1:26.632 |          | 13     |
| 16                 | 12   | 費利佩·納斯爾     | 薩伯-法拉利       | 1:18.101 |          |          | 14     |
| 17                 | 77   | 維爾特利·鮑達斯   | 威廉斯-梅賽德斯   | 1:18.434 |          |          | 16     |
| 18                 | 9    | 马库斯·埃里克松   | 薩伯-法拉利       | 1:18.513 |          |          | 17     |
| 19                 | 28   | 威爾·史蒂文斯     | 瑪魯西亞-法拉利   | 1:20.655 |          |          | 18     |
| 20                 | 98   | 羅伯托·梅里       | 瑪魯西亞-法拉利   | 1:20.904 |          |          | 19     |
| 107%時間：1:21.884 |      |                   |                   |          |          |          |        |
| 來源：             |      |                   |                   |          |          |          |        |

註記：
- ^1 －羅曼·格羅斯讓因為計畫外的變速箱更換而受罰退五位起跑。[18]
- ^2 －小卡洛斯·塞恩斯因為在排位賽時沒有進行強制性的過磅，將受罰從維修道起跑。[19]

### 正賽成績
| 名次   | 車號 | 車手              | 車隊              | 圈數 | 時間/退賽   | 發車位 | 積分 |
| ------ | ---- | ----------------- | ----------------- | ---- | ----------- | ------ | ---- |
| 1      | 6    | 尼可·羅斯堡       | 梅賽德斯          | 78   | 1:49:18.420 | 1      | 25   |
| 2      | 5    | 賽巴斯蒂安·維泰爾 | 法拉利            | 78   | +4.486      | 2      | 18   |
| 3      | 44   | 路易斯·漢米爾頓   | 梅賽德斯          | 78   | +6.053      | 3      | 15   |
| 4      | 26   | 丹尼爾·科維亞特   | 紅牛-雷諾         | 78   | +11.965     | 4      | 12   |
| 5      | 3    | 丹尼爾·里卡多     | 紅牛-雷諾         | 78   | +13.608     | 5      | 10   |
| 6      | 7    | 奇米·雷克南       | 法拉利            | 78   | +14.345     | 6      | 8    |
| 7      | 11   | 塞吉歐·培瑞茲     | 印度威力-梅賽德斯 | 78   | +15.013     | 7      | 6    |
| 8      | 22   | 簡森·巴頓         | 麥拉倫-本田       | 78   | +16.063     | 8      | 4    |
| 9      | 12   | 費利佩·納斯爾     | 薩伯-法拉利       | 78   | +23.626     | 9      | 2    |
| 10     | 55   | 小卡洛斯·塞恩斯   | 紅牛二隊-雷諾     | 78   | +25.056     | PL     | 1    |
| 11     | 27   | 尼克·胡肯伯格     | 印度威力-梅賽德斯 | 78   | +26.232     | 11     |      |
| 12     | 8    | 羅曼·格羅斯讓     | 蓮花-梅賽德斯     | 78   | +28.415     | 12     |      |
| 13     | 9    | 马库斯·埃里克松   | 薩伯-法拉利       | 78   | +31.159     | 13     |      |
| 14     | 77   | 維爾特利·鮑達斯   | 威廉斯-梅賽德斯   | 78   | +45.789     | 14     |      |
| 15     | 19   | 費利佩·馬薩       | 威廉斯-梅賽德斯   | 77   | +1圈        | 15     |      |
| 16     | 98   | 羅伯托·梅里       | 瑪魯西亞-法拉利   | 76   | +2圈        | 16     |      |
| 17     | 28   | 威爾·史蒂文斯     | 瑪魯西亞-法拉利   | 76   | +2圈        | 17     |      |
| Ret    | 33   | 馬克斯·維斯塔潘   | 紅牛二隊-雷諾     | 64   | 意外        | 6      |      |
| Ret    | 14   | 費爾南多·阿隆索   | 麥拉倫-本田       | 45   | 變速箱      | 13     |      |
| Ret    | 13   | 帕斯托·馬爾多納多 | 蓮花-梅賽德斯     | 7    | 煞車        | 8      |      |
| 來源： |      |                   |                   |      |             |        |      |

### 賽後排名
|  | 名次 | 車手              | 積分 |
|  | ---- | ----------------- | ---- |
|  | 1    | 路易斯·漢米爾頓   | 126  |
|  | 2    | 尼可·羅斯堡       | 116  |
|  | 3    | 賽巴斯蒂安·維泰爾 | 98   |
|  | 4    | 奇米·雷克南       | 60   |
|  | 5    | 維爾特利·鮑達斯   | 42   |

|  | 名次 | 車隊            | 積分 |
|  | ---- | --------------- | ---- |
|  | 1    | 梅賽德斯        | 242  |
|  | 2    | 法拉利          | 158  |
|  | 3    | 威廉斯-梅賽德斯 | 81   |
|  | 4    | 紅牛-雷諾       | 52   |
|  | 5    | 薩伯-法拉利     | 21   |

- 註記：僅列出前五名。